# Joaquín Pi y Margall

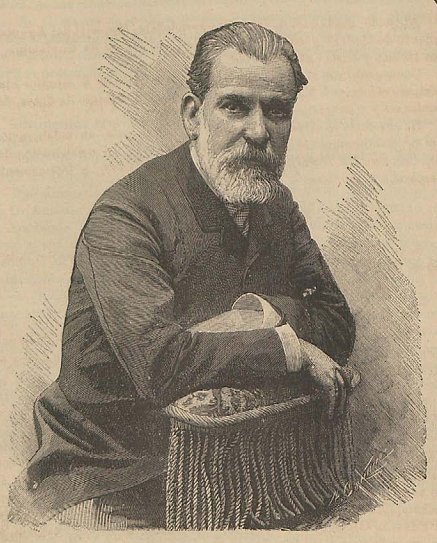
Retrato de Joaquín Pi y Margall

Joaquín Pi y Margall (Barcelona, 1831-Madrid, 1891) fue un grabador y dibujante español, hermano del político y escritor Francisco Pi y Margall. 

## Biografía
Nacido en Barcelona el 13 de junio de 1831, fue hermano del político republicano Francisco Pi y Margall. Fue discípulo de la Escuela de Bellas Artes de Barcelona y de Antonio Roca, notable grabador.
Trasladado a París, terminó en la Academia Imperial sus estudios, dedicándose por completo al grabado en acero, apenas cultivado en España. No tardó mucho tiempo a su regreso en manifestar sus adelantos y buen gusto con la publicación de las Obras completas de Flaxman y la Divina Comedia de Dante (1859-1860), trabajo notable que cimentó sólidamente su reputación artística. Otras dos obras en acero presentó en la Exposición Nacional de 1860, obteniendo una medalla de tercera clase: Detalles del salón de la casa llamada de Meza, en Toledo, y Los niños de la concha de Murillo por dibujo de Carlos Mújica y Pérez que grabó para la Galería de cuadros escogidos del Real Museo de Pinturas de Madrid grabados sobre acero por el sistema alemán-francés, colección publicada en Madrid, en la imprenta de Tejado, 1859-61.
En la siguiente Exposición (1862), a la que presentó el Retrato de Don Narciso Monturiol, inventor del Ictíneo, obtuvo la segunda medalla. Para la colección de Monumentos arquitectónicos de España promovida por la Calcografía Nacional grabó en 1856 la Cúpula del patio de los Leones en el Alcázar de la Alhambra y Detalles del ábside y cimborrio de la catedral vieja de Salamanca. En 1865 publicó en la imprenta de Fermín Martínez García el Triunfo de la religión de Jesucristo, compuesta por once composiciones dibujadas por el artista alemán Joseph Führich y grabadas por Pi y Margall. También ilustró la Descripción general de las monedas hispano-cristianas desde la invasión de los árabes (1865). Colaboró en el Museo Español de Antigüedades y desempeñó interinamente la cátedra de grabado en la Escuela de Bellas Artes de Barcelona y fue individuo de la Academia de la ciudad. Publicó la Biblioteca Universal y fue diputado a Cortes en 1873.
Falleció el 17 de julio de 1891 en Madrid.

## Referencias

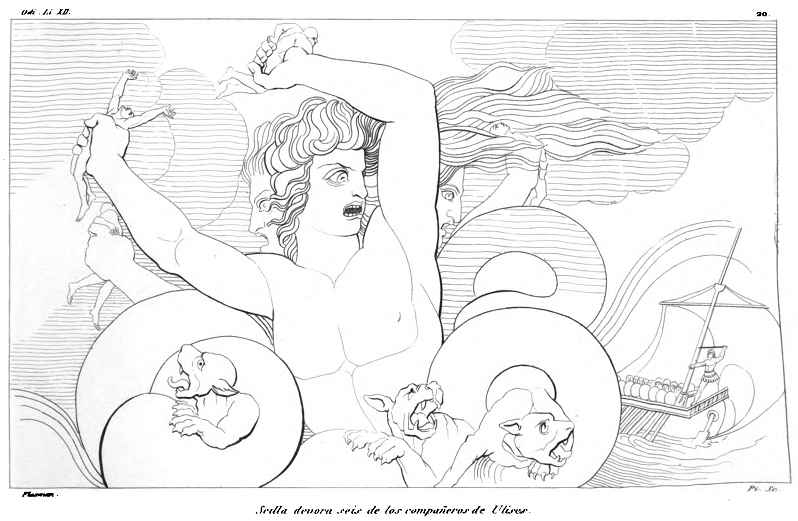
Scilla devora seis de los compañeros de Ulises, dibujo de John Flaxman, grabado de Pi y Margall, para las Obras completas de Flaxman, 1860.